# Amvrosij (Polikopa)
Amvrosij (světským jménem: Andrij Jakovyč Polikopa; * 20. září 1943, Zalyvanščyna) je ukrajinský duchovní Ukrajinské pravoslavné církve a metropolita černihivský a novhorod-siverský.

## Život
Narodil se 20. září 1943 ve vesnici Zalyvanščyna Vinnycké oblasti.
Po střední škole pracoval v městských podnicích v Oděse.
Roku 1967 nastoupil na Oděský duchovní seminář. Poté pokračoval ve studiu na Moskevské duchovní akademii, kde získal titul kandidáta bohosloví.
Oženil se. Dne 8. října 1972 jej patriarcha moskevský Pimen rukopoložil na diákona a 15. dubna 1973 na jereje.
Roku 1974 byl poslán do kléru charkovské eparchie. Stal se duchovním katedrálního chrámu Zvěstování přesvaté Bohorodice v Charkově.
Od roku 1979 byl blagočinným 4. okruhu a od roku 1982 ključarem katedrálního chrámu.
Roku 1987 zemřela jeho manželka se synem při autonehodě.
Od roku 1989 byl učitelem Zákona Božího v nedělní škole při katedrálním chrámu.
Roku 1990 byl zvolen zastupitelem městské rady Charkova.
Roku 1991 byl pověřen rekonstrukcí chrámu Svaté Trojice, jehož se stal představeným.
Byl také profesorem Charkovského duchovního učiliště.
Dne 13. května 1997 byl jmenován představeným chrámu svatých Petra a Pavla, a zároveň inspektorem Charkovského duchovního semináře.
Dne 19. května 1998 jej Svatý synod Ukrajinské pravoslavné církve zvolil biskupem novhorod-siverským a vikářem černihivské eparchie.
Dne 26. června 1998 byl v Kyjevskopečerské lávře postřižen na monacha se jménem Amvrosij na počest svatého Ambrože Optinského. Následující den byl povýšen na archimandrituu a jmenován biskupem. Dne 28. června proběhla jeho biskupská chirotonie. Hlavním světitelem byl metropolita kyjevský a celé Ukrajiny Volodymyr (Sabodan).
Dne 15. července 2003 se stal dočasným správcem černihivské eparchie 16. října jejím eparchiálním biskupem.
Dne 31. května 2007 mu byl změněn titul na černihivský a novhorod-siverský.
Dne 10. června 2007 se stal rektorem Černihivského duchovního učiliště.
Dne 24. září 2008 byl povýšen na arcibiskupa a 17. srpna 2015 na metropolitu.
Od září do prosince 2017 dočasně spravoval nižynskou eparchii.